# Lierse SK
Lierse SK är en belgisk fotbollsklubb från Lier. Hemmamatcherna spelas på Herman Vanderpoortenstadion (Lisp).

## Meriter
- Belgisk mästare: 1932, 1942, 1960, 1997
- Belgisk cupmästare: 1969, 1999
- Belgisk supercupmästare: 1997, 1999

## Kända spelare
- Jan Ceulemans
- Jean-Marie Pfaff
- Erwin Vandenbergh
- Nico Van Kerckhoven
- Kjetil Rekdal
- Danny Verlinden
- Gert Verheyen
- Stanley Menzo
- Andrzej Rudy
- Bob Peeters
- Stein Huysegems
- Carl Hoefkens
- Tony Vairelles
- Charlie Miller

## Kända tränare
- Johan Boskamp
- Erik Gerets
- Walter Meeuws
- Kjetil Rekdal